# Шахин Герай (калга)
Шахи́н Гера́й (Гире́й) (крым. Şahin Geray, شاهين كراى‎; ок. 1585—1641) — крымский нурэддин (1608—1609) и калга (1610, 1623—1628), сын крымского хана Саадета II Герая (1584), внук Мехмеда II Герая и правнук Девлета I Герая.

## Биография
Младший брат и сподвижник хана Мехмеда III Герая. Родился в Малой Ногайской орде, где его отец Саадет Герай проживал в изгнании.
Позднее Шахин Герай вместе со старшими братьями Девлетом и Мехмедом вернулся в Крым. В 1601 году Девлет Герай организовал заговор против хана Газы II Герая, собираясь его убить и занять ханский престол. Однако заговор был раскрыт, Девлет Герай и некоторые ширинские беи были схвачены и убиты, а царевичи Мехмед Герай и Шахин Герай бежали из Крыма. Мехмед Герай ушёл в Турцию, где провел несколько лет в заключении, а Шахин Герай укрылся у черкесов.
В 1608 году османский султан Ахмед I отстранил от власти Тохтамыша Герая (1607—1608), старшего сына и преемника Газы II Герая. Новым крымским ханом был назначен Селямет I Герай (1608—1610), единственный из оставшихся в живых сыновей Девлета I Герая. Селямет I назначил калгой Мехмеда Герая, а его младшего брата Шахина Герая сделал нурэддином. В следующем 1609 году братья Мехмед и Шахин Гераи организовали заговор против хана Селямета I Герая, который был раскрыт. Мехмед и Шахин бежали из Крыма на Северный Кавказ, где стали собирать отряды из ногайцев и черкесов для продолжения борьбы.
В 1610 году Селямет I Герай скончался. На вакантный ханский трон стали претендовать Мехмед Герай (старший брат Шахина Герая) и калга Джанибек Герай (приёмный сын умершего хана). Вначале братья Мехмед Герай и Шахин Герай прибыли в Крым и заняли Бахчисарай, где первый объявил себя ханом, а второй стал калгой. Джанибек Герай бежал в турецкую крепость Кафу. Новый хан Мехмед III Герай с крымскотатарским войском осадил Кафу, потребовав от турецкого паши выдачи братьев Джанибека Герая и Девлета Герая. Мехмед III Герай и Джанибек Герай отправили посольства с дарами в Стамбул. Османский султан Ахмед I (1603—1617) утвердил на ханском престоле Джанибека Герая и предоставил ему военную помощь.
В том же 1610 году Джанибек Герай с отрядами янычар выступил из Кафы и вступил в Бахчисарай, где занял ханский престол. Мехмед Герай и Шахин Герай бежали из столицы в северные степи. Вскоре братья со своими сторонниками попытались захватить Бахчисарай, но были разбиты турками и бежали в Буджацкую орду, где Кантемир-мурза предоставил им убежище. Вскоре Мехмед Герай отправился в Турцию, где был заключен по приказу султана в Семибашенный замок, а Шахин Герай остался в Буджаке.
В 1614 году крымский хан Джанибек Герай во главе большого войска выступил в поход на Буджацкую орду, чтобы изгнать оттуда своего мятежного родственника. Шахин Герай бежал на Северный Кавказ, откуда перебрался в Иран и поступил на службу к иранскому шаху Аббасу I Великому (1587—1629). Шахин Герай прожил в Иране десять лет. В 1616—1618 годах в составе иранской армии он воевал против Османской империи и Крымского ханства. Во время военных действий Шахин Герай убивал попавшихся к нему в плен знатных крымских вельмож, а простых воинов отпускал в Крым.
Весной 1623 года османский султан Мустафа I по прозвищу Блаженный (1622—1623) отстранил от престола Джанибека Герая и назначил крымским ханом Мехмеда Герая. В мае 1623 года Мехмед III Герай прибыл в Крым и занял в Бахчисарае ханский престол. Прежний хан Джанибек Герай был вызван из Крыма и сослан в поместье под Эдирне. По просьбе нового хана Мехмеда III Герая персидский шах Аббас Великий отпустил Шахина Герая в Крым.
9 мая 1624 года Шахин Герай прибыл из Персии в Крым, где был вторично назначен калгой. Его сопровождал крупный отряд кызылбашей (около 2 тыс. чел.), который был его личной гвардией. После своего возвращения Шахин Герай стал расправляться с крымскими мурзами и агами, своими противниками, одни были казнены, а другие брошены в тюрьмы. Мехмед III Герай стал проводить самостоятельную политику и отказался предоставить военную помощь Порте в новой войне против Персии.
Весной 1624 года новый османский султан Мурад IV (1623—1640) объявил о низложении Мехмеда III Герая и возвращении на ханский престол Джанибека Герая. 21 мая Джанибек Герай, сопровождаемый турецкими янычарами, высадился в Кафе. Османское правительство предложило Мехмеду и Шахину назначение наместниками в Морею и Герцеговину. Однако братья отказались покидать Крым, который считали своим наследственным владением. Мехмед Герай и Шахин Герай собрали большое войско для борьбы против турецкого ставленника Джанибека Герая. Мехмед с частью войска расположился под Карасубазаром, а Шахин с другой частью войска осадил турецкую крепость Кафу. В июне османский султан прислал хану Джанибеку в Кафу крупное подкрепление. В августе 1624 года Джанибек Герай и турецкий паша с войском (6 тысяч человек) выступил из Кафы в поход на Бахчисарай. В битве под Карасубазаром превосходящие силы Мехмеда и Шахина разгромили турецкое войско. Сам Джанибек Герай и турецкий паша с остатками янычар бежали на галерах в Варну. После победы хан Мехмед III Герай вернулся в столицу, а калга Шахин Герай с войском двинулся на Кафу и захватил её. Осенью 1624 года калга-султан Шахин Герай предпринял карательный поход на Буджацкую орду. Летом во время борьбы между Мехмедом III Гераем и Джанибеком Гераем Кантемир-мурза, глава Буджацкой орды, самовольно перекочевал из Крыма в Буджак. Кроме того, Кантемир-мурза продолжал совершать разорительные набеги на южные польские владения, а Мехмед III Герай и Шахин Герай планировали заключить военный союз с Речью Посполитой. Во главе большого крымскотатарско-ногайского войска Шахин Герай вторгся в Буджак и даже занял Аккерман, но затем покинул его, узнав о присылке турецких войск. Кантемир-мурза вынужден был подчиниться и вместе с буджацкими улусами зимой 1624—1625 годов вернулся в Крым. В сентябре 1624 года в Крым прибыл турецкий чауш, который от имени султана заявил о признании Портой Мехмеда III Герая и Шахина Герая правителями Крымского ханства. В декабре 1624 года был заключён первый крымско — казацкий военный договор. Калга Шахин Герай лично прибыл в Запорожскую Сечь, где вёл переговоры с казацкими гетманом и старшинами. По условиям договора Шахин Герай обязывался удерживать крымских татар от нападений на запорожских казаков, а также обещал им свою помощь. Запорожцы обещали военную помощь Крыму в войне против Османской империи.
В 1625—1626 годах по приказу султана Мехмед III Герай организовал несколько разорительных набегов на южные польские владения. Шахин Герай, который еще с 1624 года вел переговоры с польским правительством, выступал против татарских набегов на Речь Посполитую и даже предупредил польское командование о походе крымского войска зимой 1625—1626 годов.
Весной 1627 года Мехмед III, отправившийся в поход против черкесов, приказал Шахину Гераю, оставленному в Крыму, схватить и казнить Кантемир-мурзу. Однако Кантемир-мурза с семьёй, родственниками и всеми улусами бежал из Крыма в Буджак. В мае Шахин Герай отправил в погоню за Кантемиром тысячный крымскотатарский отряд. Но Кантемир-мурза перебил часть крымцев (200 человек), а другая часть (500 человек) перешла на его сторону. В ответ Шахин Герай приказал перебить семьи бежавших ногайских мурз. Кантемир-мурза отправился из Буджака в Стамбул, где убедил османского султана Мурада IV изгнать из Крыма братьев Мехмеда и Шахина Гераев и снова посадить на ханский престол Джанибека Герая. Мехмед Герай и Шахин Герай стали готовиться к отражению турецкого нападения. Мехмед III Герай оставался в Крыму, ожидая высадки своего соперника Джанибека Герая с турецким войском, а Шахин Герай предпринял поход против Буджацкой орды.
26 февраля 1628 года Шахин Герай во главе крымскотатарского войска выступил в поход из Крыма на Буджак. В марте крымские татары разорили окрестности Аккермана и опустошили буджацкие улусы. Из Буджака Шахин Герай двинулся на пограничные турецкие владения, где взял и разорил крепости Килию и Измаил. Кантемир-мурза с ногайцами бежал в Добруджу, где соединился с турецкими отрядами. В битве под Бабадагом 30-тысячная турецко-ногайская армия под командованием Кантемира наголову разгромила крымское войско Шахина Герая. Калга едва спасся и с остатками своего войска бежал в Крым, куда прибыл 23 апреля. Вслед за ним 29 апреля 1628 года в Крым вступил Кантемир-мурза с большим войском. В течение трех недель Кантемир-мурза осаждал хана и калгу в Бахчисарае. В конце мая в Крым прибыло войско запорожских казаков (от 4 до 6 тысяч человек) под командованием гетмана Михаила Дорошенко и полковника Олифера Голуба. Кантемир-мурза во главе своего войска выступил навстречу запорожцам. 31 мая в битве на реке Альма, под Бахчисараем, запорожские казаки разгромили Кантемира, вынудив его снять осаду с Бахчисарая и отступить. В этом сражении погибли казацкий гетман Михаил Дорошенко и полковник Голуб, казаки потеряли убитыми до 100 человек, а крымские татары двести человек. Запорожцы выбили Кантемира из его укрепленного лагеря и заняли его. Кантемир-мурза с остатками своего войска бежал под Кафу. Затем хан Мехмед III Герай и калга Шахин Герай с крымскотатарско-казацким войском выступили в поход на Кафу, разбили в бою под крепостью Кантемира и загнали его в город. Победители осадили турецкую крепость и стали обстреливать её из пушек. 21 июня 1628 года в Кафу прибыл назначенный султаном хан Джанибек Герай с турецким войском. Вскоре крымские сановники и простые люди перешли на сторону Джанибека. Мехмед и Шахин, лишившись поддержки знати и простого населения, вынуждены были бежать из Крыма. 9 июля Джанибек Герай вступил в Бахчисарай, где вторично занял ханский престол. Шахин Герай с казацким войском благополучно отступил из Крыма в Запорожье, куда вскоре также прибыл и его старший брат Мехмед Герай. Братья стали готовиться к продолжению борьбы с Джанибеком Гераем. Шахин Герай вступил в переписку с польским королём Сигизмундом III Вазой и отправил в Варшаву посольство с просьбой помощи против Джанибека. В случае захвата Крыма Шахин Герай обещал признать себя вассалом польской короны. Однако польское правительство, боявшееся ссориться с Османской империей, не стало оказывать прямой военной помощи Мехмеду и Шахину, но приказало запорожским казакам всемерно им помогать. В ноябре 1628 года Мехмед и Шахин предприняли первый поход на Крым. В походе участвовали запорожские казаки под командованием гетмана Григория Чорного и малые ногаи. Казацко-ногайское войско подошло к Перекопу, где было встречено большим крымскотатарским войском под предводительством хана Джанибека Герая, калги Девлета Герая и Кантемир-мурзы. Запорожцы вынуждены были отступить. Кантемир-мурза во главе крымскотатарской конницы бросился в погоню за казаками и преследовал их до самого Днепра. Однако запорожцы, шедшие под защитой походного табора, успешно отбили все атаки противника.
В апреле следующего 1629 года братья Мехмед Герай и Шахин Герай совершили второй поход на Крым. Большое войско запорожских казаков (от 25 до 40 тысяч человек) выступило под предводительством гетмана Григория Чорного, а Мехмед и Шахин вели 2-тысячный отряд малых ногаев. Джанибек Герай успел принять меры для обороны своих владений. Еще в марте 1629 года он отправил за Перекоп войска под командованием калги Девлета Герая и Кантемир-мурзы, а 20 апреля туда же прибыл из Крыма сам Джанибек с главными силами. Запорожцы подошли к Перекопу и попытались захватить крепость, но были отбиты. Казаки «отаборились» и начали отступать, в течение трёх суток подвергаясь атакам крымской конницы.
Во время отступления хан Мехмед Герай попытался сдаться на милость своему противнику Джанибеку Гераю, но был убит казаками. После этого казаки стали истреблять союзных ногайцев. Кантемир-мурза и калга Девлет Герай, воспользовавшись этим обстоятельством, ворвались в казацкий табор и разгромили противника. В боях запорожцы потеряли убитыми до 8 тысяч человек, а малые ногаи (казыевцы) по большей части погибли. Крымцы лишились до 50 мурз и до 6 тысяч воинов убитыми и до 1 тысячи человек ранеными. Раненый Шахин Герай с небольшой группой крымцев бежал к Дону, а оттуда в Малую Ногайскую орду (Казыев улус). Джанибек Герай организовал карательный поход против казыевцев за их помощь Шахину Гераю. Крымскотатарское войско под командованием царевича Мубарека Герая вступило в кубанские степи. Ногайские мурзы изъявили покорность Мубареку и обязались не оказывать никакой помощи Шахину. Шахин Герай бежал из Малой Ногайской орды в Черкесию, рассчитывая на помощь со стороны черкесских князей. Однако Мубарек Герай с войском, усмирив ногайцев, выступил в поход против черкесских князей и также вынудил их к покорности.
Шахин Герай бежал из Черкессии в Кумыкию, где безуспешно пытался наладить отношения с терскими казаками. Не сумев закрепиться на Северном Кавказе, Шахин Герай уехал в Персию, где был принят новым иранским шахом Сефи I (1628—1642), внуком и преемником Аббаса Великого. Сефи I хорошо принял Шахина Герая и пожаловал ему должность в одной из персидских провинций.
Весной 1632 года Шахин Герай, убив и ограбив наместника провинции, бежал из Ирана на Северный Кавказ. Вначале Шахин Герай прибыл в Кумыкию, откуда вынужден был перебраться в Черкесию. В Бесленеях он поселился у князя Алегука Черкасского и его брата Адкджука. Оттуда Шахин Герай вступил в связь с некоторыми крымскими царевичами, интригуя против хана Джанибека Герая. Но его посланцы были схвачены. Джанибек Герай приказал убить калгу Азамата Герая, а его братья Мубарек Герай и Сафа Герай бежали. Затем Шахин Герай отправился в Малую Ногайскую орду, но ногайские мурзы не приняли его в свои улусы и потребовали, чтобы он покинул их владения. Азовцы отказались впустить его в город. Затем и черкасские князья, родственники и друзья Шахин Герая, отказались предоставить ему убежище. Между тем османский султан всячески старался заманить Шахина Герая в Стамбул. Московское правительство запретило терским воеводам поддерживать отношениях с крымским царевичем.
Шахин Герай вынужден был положиться на милость султана Мурада IV, отправил в Стамбул посольство с большой казной для самого султана и его визирей, а затем в августе 1633 года отправился в столицу Османской империи. Султан Мурад IV принял Шахина Герая с почестями в Стамбуле и отправил его на остров Родос. В 1641 году по распоряжению нового султана Ибрагима I Шахин Герай был удавлен. Похоронен возле мечети Мурад Рейса на Родосе в мавзолее вместе с калгой Фетих Чобан Гераем.

## В культуре
В турецком историческом сериале «Великолепный век. Империя Кёсем» роль Шахина Герея исполнил Эркан Колчак Кёстендиль.